# Belonogaster leonhardii
Belonogaster leonhardii är en getingart som beskrevs av François du Buysson 1909. Belonogaster leonhardii ingår i släktet Belonogaster och familjen getingar. Inga underarter finns listade.